# Cabusset de Madagascar
El cabusset de Madagascar (Tachybaptus pelzelnii) és una espècie d'ocell de la família dels Podicipèdids (Podicipedidae) que habita llacs i aiguamolls a les terres baixes de Madagascar.